# Maltesische Badmintonmeisterschaft
Maltesische Meisterschaften im Badminton werden seit 1953 ausgetragen. 1971 starteten die Internationalen Titelkämpfe. Seit 1953 werden ebenfalls Mannschaftsmeisterschaften ausgetragen, seit 1977 Juniorenmeisterschaften.

## Die Titelträger
| Saison    | Herreneinzel      | Dameneinzel             | Herrendoppel                     | Damendoppel                           | Mixed                                   |
| --------- | ----------------- | ----------------------- | -------------------------------- | ------------------------------------- | --------------------------------------- |
| 1953      | Joe Zammit-Lewis  | nicht ausgetragen       | H. J. Fiteni V. Zammit           | nicht ausgetragen                     | nicht ausgetragen                       |
| 1954      | Joe Zammit-Lewis  | nicht ausgetragen       | H. J. Fiteni V. Zammit           | nicht ausgetragen                     | nicht ausgetragen                       |
| 1955      | nicht ausgetragen | nicht ausgetragen       | nicht ausgetragen                | nicht ausgetragen                     | W. Watret P. Stuckey                    |
| 1956      | A. Marland        | nicht ausgetragen       | H. J. Fiteni V. Zammit           | nicht ausgetragen                     | A. Marland V. Keyes                     |
| 1958      | nicht ausgetragen | nicht ausgetragen       | nicht ausgetragen                | nicht ausgetragen                     | nicht ausgetragen                       |
| 1959      | R. Harper         | nicht ausgetragen       | V. Zammit L. Della               | nicht ausgetragen                     | R. Harper A. Harper                     |
| 1960      | nicht ausgetragen | nicht ausgetragen       | nicht ausgetragen                | nicht ausgetragen                     | nicht ausgetragen                       |
| 1961      | Joe C. Sillato    | J. Wilkinson            | A. Renfrew F. McGruer            | J. Wilkinson L. Vassallo              | Joe C. Sillato F. Ferne                 |
| 1962      | I. M. Miller      | H. Thurlow              | I. M. Miller K. Galloway         | B. Scrimgeour O. Dawson               | Joe C. Sillato M. Brand                 |
| 1963      | Joe C. Sillato    | B. Scoble               | Joe C. Sillato Alfred Galea      | M. Souter J. Pearcey                  | Alfred Galea P. Gaden                   |
| 1964      | R. Adams          | M. Souter               | Vincent Curmi V. Zammit          | M. Souter W. Newton                   | R. Adams E. Fielden                     |
| 1965      | Vincent Curmi     | nicht ausgetragen       | E. R. Adams W. Watret            | nicht ausgetragen                     | Kenneth Wain J. Gowland                 |
| 1966      | Vincent Curmi     | P. McGillivray          | Alfred Cefai Kenneth Wain        | K. McGillivray A. Jackson             | Jackson A. Jackson                      |
| 1967      | Kenneth Wain      | Hazel Tough             | Alfred Cefai Kenneth Wain        | Hazel Tough Joan Pain                 | Kenneth Wain L. Vassallo                |
| 1968      | Kenneth Wain      | Mrs. J. Jackson         | Alfred Cefai Kenneth Wain        | nicht ausgetragen                     | nicht ausgetragen                       |
| 1969 1971 | nicht ausgetragen | nicht ausgetragen       | nicht ausgetragen                | nicht ausgetragen                     | nicht ausgetragen                       |
| 1972      | Vincent Curmi     | Simone Vella            | Vincent Curmi Alfred Galea       | Carmen Worley Simone Vella            | Kenneth Wain L. Briscoe                 |
| 1973      | Vincent Curmi     | Carmen Worley           | Vincent Curmi Joe Zammit-Lewis   | Doreen Cann Doris Cordina             | Alfred Cefai Carmen Worley              |
| 1974      | Vincent Curmi     | nicht ausgetragen       | Vincent Curmi Alfred Galea       | nicht ausgetragen                     | Kenneth Wain Simone Vella               |
| 1975      | Alfred Cefai      | Doreen Cann             | Alfred Cefai Kenneth Wain        | Doreen Cann Doris Cordina             | Alfred Cefai Simone Vella               |
| 1976      | Vincent Curmi     | Joyce Abdilla           | Alfred Cefai Kenneth Wain        | Joyce Abdilla Simone Vella            | Paul Vella Joyce Abdilla                |
| 1977      | Vincent Curmi     | Joyce Abdilla           | Alfred Cefai Kenneth Wain        | Joyce Abdilla Doreen Cann             | Paul Vella Joyce Abdilla                |
| 1978      | Paul Vella        | Joyce Abdilla           | Vincent Curmi Paul Vella         | Joyce Abdilla Kitty Galea             | Paul Vella Joyce Abdilla                |
| 1979      | Paul Vella        | Joyce Abdilla           | Vincent Curmi Paul Vella         | Joyce Abdilla Marcelle Micallef       | Kenneth Wain Marcelle Micallef          |
| 1980      | Godwin Grech      | Joyce Abdilla           | Godwin Grech John Massa          | Joyce Abdilla Marcelle Micallef       | Godwin Grech Marcelle Micallef          |
| 1981      | John Massa        | Marcelle Micallef       | Vincent Curmi Kenneth Wain       | Joyce Abdilla Marcelle Micallef       | Godwin Grech Marcelle Micallef          |
| 1982      | Godwin Grech      | Joyce Abdilla           | Godwin Grech Martin Farrugia     | Joyce Abdilla Louise Manduca          | Godwin Grech Marcelle Micallef          |
| 1983      | Godwin Grech      | Joyce Abdilla           | Godwin Grech Martin Farrugia     | Joyce Abdilla Louise Manduca          | Martin Farrugia Joyce Abdilla           |
| 1984      | Godwin Grech      | Joyce Abdilla           | Kenneth Wain John Massa          | Joyce Abdilla Louise Manduca          | Godwin Grech Carmen Worley              |
| 1985      | Martin Farrugia   | Joyce Abdilla           | Martin Farrugia John Massa       | Marcelle Micallef Anna Galea          | Martin Farrugia Marcelle Micallef       |
| 1986      | John Mass         | Joyce Abdilla           | Martin Farrugia Anthony Xuereb   | Marcelle Micallef Anna Galea          | Martin Farrugia Marcelle Micallef       |
| 1987      | Martin Farrugia   | Joyce Abdilla           | Martin Farrugia Anthony Xuereb   | Joyce Abdilla Catherine Meli          | Martin Farrugia Anna Galea              |
| 1988      | Kenneth Vella     | Joyce Abdilla           | Martin Farrugia Anthony Xuereb   | Catherine Meli Marcelle Chircop       | Kenneth Vella Catherine Meli            |
| 1989      | Kenneth Vella     | Joyce Abdilla           | Martin Farrugia Anthony Xuereb   | Catherine Meli Marcelle Chircop       | Kenneth Vella Catherine Meli            |
| 1990      | Simon Spiteri     | Catherine Dimech        | Simon Spiteri Kenneth Vella      | Catherine Dimech Marcelle Chircop     | Kenneth Vella Catherine Dimech          |
| 1991      | Kenneth Vella     | Shirley Cefai           | Simon Spiteri Kenneth Vella      | Catherine Dimech Shirley Cefai        | Kenneth Vella Catherine Dimech          |
| 1992      | Kenneth Vella     | Joanne Grech            | Aldo Polidano Kenneth Vella      | Catherine Dimech Suzanne Privitelli   | Kenneth Vella Louise Bailey             |
| 1993      | Kenneth Vella     | Joanne Grech            | Simon Spiteri David Cole         | Catherine Dimech Joanne Grech         | Kenneth Vella Catherine Dimech          |
| 1994      | Simon Spiteri     | Joanne Grech            | Simon Spiteri David Cole         | Catherine Dimech Joanne Grech         | Kenneth Vella Catherine Dimech          |
| 1995      | Kenneth Vella     | Joanne Grech            | Kenneth Vella Aldo Polidano      | Catherine Dimech Joanne Grech         | Kenneth Vella Catherine Dimech          |
| 1996      | Kenneth Vella     | Joanne Grech            | Kenneth Vella Aldo Polidano      | Catherine Dimech Joanne Grech         | Kenneth Vella Catherine Dimech          |
| 1997      | Kenneth Vella     | Joanne Grech            | Kenneth Vella Aldo Polidano      | Catherine Dimech Joanne Grech         | Kenneth Vella Catherine Dimech          |
| 1998      | Simon Spiteri     | Jennifer Borg           | Simon Spiteri David Cole         | Catherine Dimech Joanne Grech         | Kenneth Vella Catherine Dimech          |
| 1999      | Kenneth Vella     | Joanne Grech            | Kenneth Vella Aldo Polidano      | Catherine Dimech Joanne Grech         | Aldo Polidano Joanne Grech              |
| 2000      | Kenneth Vella     | Joanne Cassar           | Kenneth Vella Aldo Polidano      | Catherine Dimech Joanne Cassar        | Aldo Polidano Joanne Cassar             |
| 2001      | Kenneth Vella     | Jennifer Borg           | Kenneth Vella Rodney Abela       | Jennifer Borg Jacqueline De Giovanni  | David Cole Jennifer Borg                |
| 2002      | Kenneth Vella     | Jacqueline De Giovanni  | David Cole Edmund Abela          | Catherine Dimech Joanne Cassar        | Catherine Dimech Kenneth Vella          |
| 2003      | Stefan Salomone   | Jacqueline De Giovanni  | Robert Salomone Stefan Salomone  | Catherine Dimech Joanne Cassar        | Catherine Dimech Kenneth Vella          |
| 2004      | Aldo Polidano     | Jacqueline De Giovanni  | Robert Salomone Stefan Salomone  | Catherine Dimech Joanne Cassar        | Jacqueline De Giovanni Stefan Salomone  |
| 2005      | Stefan Salomone   | Jacqueline De Giovanni  | Robert Salomone Stefan Salomone  | Catherine Dimech Joanne Cassar        | Jacqueline De Giovanni Stefan Salomone  |
| 2006      | Kenneth Vella     | Joanne Cassar           | Kenneth Vella Anthony Xuereb     | Catherine Dimech Joanne Cassar        | Joanne Cassar David Cole                |
| 2007      | Stefan Salomone   | Joanne Cassar           | Stefan Salomone Robert Salomone  | Catherine Dimech Joanne Cassar        | Kenneth Vella Catherine Dimech          |
| 2008      | Stefan Salomone   | Maria Borg              | Stefan Salomone Robert Salomone  | Catherine Dimech Joanne Cassar        | Stefan Salomone Fiorella Farrugia       |
| 2009      | Kenneth Vella     | Joanne Cassar           | Stefan Salomone Robert Salomone  | Catherine Dimech Joanne Cassar        | Stefan Salomone Fiorella Farrugia       |
| 2010      | Stefan Salomone   | Maria Borg              | Stefan Salomone Robert Salomone  | Maria Borg Fiorella Farrugia          | Stefan Salomone Fiorella Farrugia       |
| 2011      | Stefan Salomone   | Maria Borg              | Stefan Salomone Aldo Polidano    | Maria Borg Fiorella Farrugia          | Stefan Salomone Fiorella Farrugia       |
| 2012      | David Cole        | Fiorella Marie Sadowski | Stefan Salomone Aldo Polidano    | Dominique Francica Catriona Francica  | Stefan Salomone Fiorella Marie Sadowski |
| 2013      | Samuel Cali       | Fiorella Sadowski       | Samuel Cali Stephen Ferrante     | Jacqueline Grech Licari Joanne Cassar | Stephen Ferrante Fiorella Sadowski      |
| 2014      | Stefan Salomone   | Fiorella Sadowski       | Stefan Salomone Aldo Polidano    | Marica Micallef Fiorella Sadowski     | Stephen Ferrante Fiorella Sadowski      |
| 2015      | Stefan Salomone   | Fiorella Sadowski       | Samuel Cali Stefan Salomone      | Yanika Polidano Fiorella Sadowski     | Stephen Ferrante Fiorella Sadowski      |
| 2016      | Matthew Abela     | Fiorella Sadowski       | Nigel Degaetano Stephen Ferrante | Sarah Fava Dominique Francica         | Stefan Salomone Klara O’Berg            |
| 2017      | Matthew Abela     | Fiorella Sadowski       | Samuel Cali Stefan Salomone      | Fiorella Sadowski Yanika Polidano     | Stefan Salomone Klara O’Berg            |
| 2018      | Matthew Abela     | Fiorella Sadowski       | Samuel Cali Stefan Salomone      | Fiorella Sadowski Yanika Polidano     | Stephen Ferrante Fiorella Sadowski      |
| 2019      | Matthew Abela     | Fiorella Sadowski       | Samuel Cassar Mark Abela         | Fiorella Sadowski Yanika Polidano     | Samuel Cassar Francesca Clark           |
| 2020      | Matthew Abela     | Fiorella Sadowski       | Samuel Cassar Mark Abela         | Francesca Clark Sarah Fava            | Matthew Abela Sarah Fava                |
| 2021      | Matthew Abela     | Francesca Clark         | Samuel Cassar Mark Abela         | Francesca Clark Sarah Fava            | Samuel Cassar Francesca Clark           |
| 2022      | Matthew Abela     | Francesca Clark         | Samuel Cassar Mark Abela         | Francesca Clark Michaela Ellul        | Samuel Cassar Francesca Clark           |
| 2023      | Matthew Abela     | Francesca Clark         | Matthew Galea Mark Abela         | Francesca Clark Michaela Ellul        | Samuel Cassar Francesca Clark           |
| 2024      | Samuel Cassar     | Francesca Clark         | Samuel Cassar Mark Abela         | Lauren Azzopardi Elenia Haber         | Samuel Cassar Francesca Clark           |
| 2025      | Matthew Abela     | Francesca Clark         | Matthew Abela Matthew Galea      | Lauren Azzopardi Elenia Haber         | Sam Cassar Francesca Clark              |